# Бурдекин
Бурдекин (на английски: Burdekin River, произнася се като Бьордекин или Бърдекин) е река в североизточната част на Австралия, в щата Куинсланд, вливаща се в Коралово море. Дължината ѝ е 886 km, а площта на водосборния басейн – 129 700 km².
Река Бурдекин води началото си на 619 m н.в. от западния склон в северната част на хребета Сивю, съставна част на Голямата вододелна планина. В горното и средното си течение протича през саванни области в широка долина, в началото на северозапад, след това на югозапад, а след град Гринвейл – на югоизток. След устието на десния си приток Сатор, рязко завива на изток, а след устието на десния си приток Боуен – на север. В този участък, между устията на двете реки в дълбоко дефиле пресича Голямата вододелна планина между хребетите Сивю на север и Лейхард на юг. При град Клер излиза от планините, завива на изток и до устието си тече през крайбрежната низина. Влива се чрез делта в залива Апстарт на Коралово море, на 20 km югоизточно от град Ер.
Основните ѝ притоци са: леви – Боги (121 km); десни – Кларк (191 km), Базалт (179 km), Сатор (739 km), Боуен (129 km). Среден годишен отток при град Боуен 380 m³/s. В сезона на летните дъждове (от декември до март) има ясно изразено пълноводие, а през сухия сезон почти пресъхва. През 1958 г. е измерен максимален годишен отток от 40 000 m³/s, а през 1923 г. за седем месеца е пресъхнала напълно. В района на пролома през Голямата вододелна планина през 1987 г.е пуснат в експлоатация големия хидровъзел „Далримпъл“.
Река Бурдекин е открита през 1845 г. германския изследовател на Австралия Лудвиг Лейхард, който я наименува в чест на спонсора на неговата експедиция Томас Бурдекин. През 1859 г. английският изследовател и топограф Джордж Далримпъл (1826 – 1876) извършва детайлни географски изследвания и топографски заснемания в басейнът ѝ.